# Лашкий Ровт
Лашкий Ровт (словен. Laški Rovt) — поселення в общині Бохінь, Горенський регіон, Словенія. Висота над рівнем моря: 528 м.